# Bosc Nacional Tongass

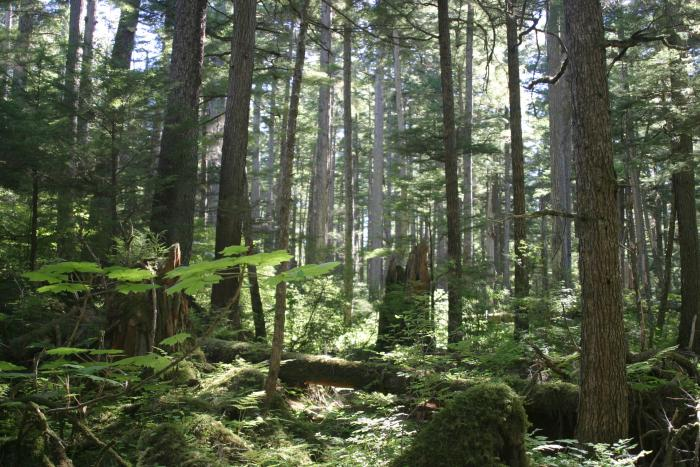
Imatge del bosc temperat humid de Tongass

El Bosc Nacional Tongass (Tongass National Forest), al sud-est d'Alaska, és el bosc nacional més gran dels Estats Units i abarca 68 000 km²). El Tongass comprèn les illes de l'arxipèlag d'Alexander, fiords, glaceres i cims de les muntanyes de la costa. La frontera internacional amb el Canadà (Colúmbia Britànica) transcorre al llarg de la cresta de la serralada Fronterera d'Alaska, paral·lela al litoral. La major part de la seva àrea forma part del bosc temperat humid del Pacífic, el més gran del planeta, i alberga moltes espècies de flora i fauna rares i en perill d'extinció.
El bosc és administrat des de les oficines del Servei Forestal en Ketchikan. Hi ha diversos locals on es troben les oficines del districte de guarda forestal situats en Craig, Hoonah, Juneau, Ketchikan, Petersburg, Sitka, Badia Thorne, Wrangell, i Yakutat.

## Descripció
El Bosc Nacional Tongass és la llar de més de 75 000 persones que depenen de la terra per al seu sosteniment. Diverses tribus natives d'Alaska viuen al sud-est d'Alaska, com els Tlingit, Haida i Tsimshian. 31 comunitats es troben dins del bosc, el més gran és Juneau, la capital de l'estat, amb una població de 31 000 habitants.
Entre les espècies conníferes que conformen el paisatge de Tongass, amb arbres que poden arriben als 70 m d'altura, destaquen la Pícea de Sitka (Picea sitchensis), i la Tsuga del Pacífic (Tsuga heterophylla). També és endèmic de Tongass l'os de Sitka o de les illes ABC d'Alaska (Ursus arctos sitkensis), l'única subespècie d'os bru portadora de gens d'ancestres d'ossos polars, fruit de la hibridació ocorreguda durant la finalització de l'últim període glacial.

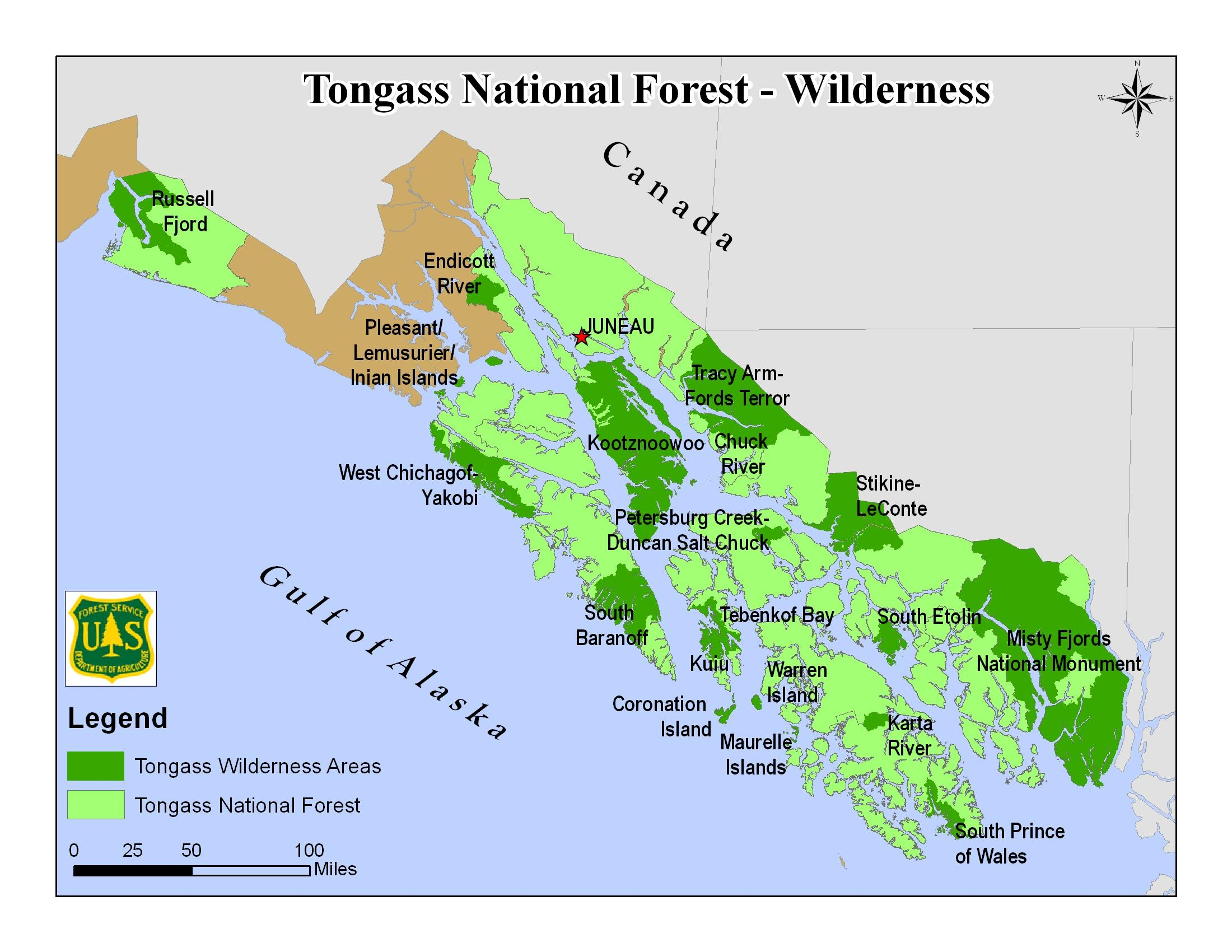
Mapa del Bosc Nacional de Tongass (U.S. Forest Service)